# Épisodes de Ghosted
Cet article présente les épisodes de la série télévisée américaine Ghosted diffusée depuis le 1er octobre 2017 sur le réseau Fox.

## Distribution

### Acteurs principaux
- Craig Robinson : Leroy Wright
- Adam Scott : Dr. Max Jennifer
- Ally Walker : Capitaine Ava LaFrey
- Adeel Akhtar : Barry Shaw
- Amber Stevens West : Annie Carver

### Acteurs récurrents
- Britt Lower : Claire Jennifer

## Épisodes

### Épisode 3: Problèmes de cœur (Whispers)
- Beck Bennett
- Ryan McPartlin
- Erik Griffin

### Épisode 5: La machine (The Machine)
- Sam McMurray
- Harry Groener
- Ali Ghandour
- Mo Collins

### Épisode 10: Sur écoute (The Wire)
- États-Unis : 10 juin 2018 sur Fox[10]
- Canada : 8 juillet 2018 sur Citytv

### Épisode 14: Le triangle amoureux (Unbelievable)
- États-Unis : 8 juillet 2018 sur Fox
- Canada : 15 juillet 2018 sur Citytv

### Épisode 15: Pop pop (The Airplane)
- États-Unis : 15 juillet 2018 sur Fox
- Canada : 22 juillet 2018 sur Citytv

### Épisode 16: Les balèzes du Bureau (Hello Boys)
- États-Unis : 22 juillet 2018 sur Fox
- Canada : 29 juillet 2018 sur Citytv